# Matthias Lesch

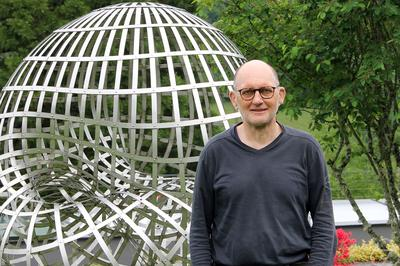
Matthias Lesch, 2021

Matthias Lesch (* 24. November 1961 in Ziegenhain) ist ein deutscher Mathematiker, der sich mit globaler Analysis und nichtkommutativer Geometrie beschäftigt. Er lehrt an der Universität Bonn.
Matthias Lesch studierte Mathematik an der Philipps-Universität Marburg und schloss 1987 mit dem Diplom bei Manfred Breuer ab. 1988 wurde er ebenfalls bei Manfred Breuer mit der Arbeit Die K-Theorie der C*-Algebra der Toeplitzoperatoren auf den Liesphären promoviert. Danach wechselte er als Assistent zu Jochen Brüning nach Augsburg, wo er sich 1994 mit der Arbeit Über eine Klasse singulärer Differentialoperatoren und asymptotische Methoden habilitierte. Von 1995 bis 1999 war Lesch Oberassistent an der Humboldt-Universität zu Berlin, von 1999 bis 2000 Professor an der University of Arizona in Tucson und von 2001 bis 2005 Professor an der Universität zu Köln. Seit 2005 ist er Professor an der Universität Bonn.
1995 erhielt Lesch den Gerhard-Hess-Preis und 1999 ein Heisenberg-Stipendium der Deutschen Forschungsgemeinschaft.
Lesch hat sich intensiv mit der Asymptotik der Wärmeleitungsspur elliptischer Operatoren sowohl auf Mannigfaltigkeiten als auch im Rahmen der nichtkommutativen Geometrie auseinandergesetzt.
Er arbeitete unter anderem mit Bernhelm Booß-Bavnbeck, Jochen Brüning und Henri Moscovici zusammen.

## Schriften
- mit B. Booß-Bavnbek und C. Zhu: The Calderon Projection: New Definition and Applications. J. Geom. Phys. 59 (2009), S. 784–826.
- mit J. Brüning: On the spectral geometry of algebraic curves.  J. reine angew. Math. 474 (1996), S. 25–66.
- mit J. Brüning: Hilbert complexes. J. Funct. Anal. 108 (1992), S. 88–132.
- mit H. Moscovici und M. Pflaum: Connes-Chern character for manifolds with boundary and eta cochains. Mem. Amer. Math. Soc. 220 (2012), no. 1036.
- Operators of Fuchs type, conical singularities, and asymptotic methods. Teubner Texte zur Mathematik 136, 1997.
- mit Norbert Peyerimhoff und Manfred Hüttenhofer: Mathematik in Anwendung mit C++: Algorithmen aus Analysis und Zahlentheorie. Quelle und Meyer, 1994.
- Herausgeber mit Juan Gil und Daniel Grieser: Approaches to singular analysis. Birkhäuser, 2001.
- Herausgeber mit Giampiero Esposito und Bernhelm Booß-Bavnbek: New paths to quantum gravity. Springer, 2010.